# Боровіна (Поморське воєводство)
Боровіна (пол. Borowina, нім. Barenhütte) — село в Польщі, у гміні Пшивідз Ґданського повіту Поморського воєводства.
Населення — 344 особи (2011).
У 1975-1998 роках село належало до Гданського воєводства.

## Демографія
Демографічна структура станом на 31 березня 2011 року:
|          | Загалом | Допрацездатний вік | Працездатний вік | Постпрацездатний вік |
| -------- | ------- | ------------------ | ---------------- | -------------------- |
| Чоловіки | 172     | 52                 | 110              | 10                   |
| Жінки    | 172     | 44                 | 103              | 25                   |
| Разом    | 344     | 96                 | 213              | 35                   |